# 関西電力モ250形電気機関車
関西電力モ250形電気機関車（かんさいでんりょくモ250がたでんききかんしゃ）は、関西電力が同社丸山ダム建設に際して1952年（昭和27年）に導入した直流用電気機関車である。
モ250形は関西電力が所有する私有機として2両が竣功し、建設資材輸送の貨物列車牽引に供された。のち、ダム建設工事完了に伴って1954年（昭和29年）に名古屋鉄道（名鉄）へ譲渡されて同社デキ250形となり、名鉄には1969年（昭和44年）まで在籍した。うち1両は北恵那鉄道（現・北恵那交通）へ貸与ののち正式譲渡され、1978年（昭和53年）まで運用された。
以下、本項では関西電力モ250形として導入された車両群を「本形式」と記述する。

## 導入経緯
関西電力は、太平洋戦争中に日本発送電によって着工されたものの、戦局悪化により建設が中断された丸山水力発電所（丸山ダム）の建設再開を目的として、1951年（昭和26年）11月より名鉄八百津線の終点八百津駅から錦織駅を経て丸山発電所（丸山ダム）へ至る、延長4.1 kmの建設資材運搬用の専用鉄道（丸山水力専用鉄道）の敷設工事に着手した。専用鉄道のうち、八百津 - 錦織間2.6 kmは1952年3月に開通したが、開通当初は非電化とされ、内燃機関車牽引による資材輸送が行われた。
その後、電化工事完成に先立つ同年8月に、日立製作所において30 t級の凸形車体を備える電気機関車モ250形251・252の2両が製造番号191080-1・191080-2として新製され、同年9月13日の直流600 V電化工事完成をもって運用を開始した。モ251・モ252とも、当初より資材輸送終了後は名鉄へ譲渡する前提で導入された電気機関車であった。

## 車体
全長10,850 mmの台枠上の中央部に運転室を、運転室前後に主要機器を収納した機械室をそれぞれ配置した凸形の車体を備える。その外観は「取り立てて面白みのない平々凡々なスタイル」「専用鉄道用車両だけにいかにも実用本位のデザイン」などと評される。
運転室および機械室は全溶接工法によって組み立てられた丸みを帯びた形状とされ、前後の機械室上部は運転室側より車端部に向かってなだらかな下り傾斜状とされている。運転室側面には乗務員扉と側窓を各1箇所備え、前後妻面には2枚の横長形状の前面窓を備える。また、機械室に設けられた通風用ルーバー内部には、降雪時の運用を考慮して雪の機械室への侵入を防止する防雪板が設置された。
前照灯は白熱灯式の取付型で、前後の機械室上部の前端に各1灯、後部標識灯は前後の機械室前面下部に左右1灯ずつ、それぞれ設置された。

## 主要機器
搭載する機器は日立製作所製の製品で占められている。
制御装置は電空単位スイッチ式間接非自動制御器（重連総括制御非対応）を採用する。力行制御は直列8段・並列7段の計15段の抵抗制御によって行い、弱め界磁制御機能は実装されていない。
主電動機はHS-266Dr（端子電圧600 V時定格出力75 kW）を歯車比4.19 (67:16) にて1両あたり4基、各軸に装架する。全界磁時定格速度は24.6 km/h、同定格牽引力は4,360 kgfである。
台車は枕ばねを省略した釣り合い梁式固定枕梁形台車（固定軸間距離2,100 mm、車輪径910 mm）を装着する。
制動装置は機関車用制動装置であるEL-14A自動空気ブレーキを採用する。運転台の制動弁は自車にのみ作用する「単弁」と編成全体に作用する「貫通制動弁」の2つに分かれている。この仕様は名鉄への譲渡後も変更されず、制動弁を1基のみ搭載して切替コックの操作により単弁相当または貫通制動弁相当に切り替える仕様が標準であった名鉄保有の電気機関車の中では異端な存在であった。
連結器は柴田式並形自動連結器を採用、前後の端梁部へ装着し、集電装置はKC-110-C菱形パンタグラフを乗務員室の屋根部へ1両あたり1基搭載する。
なお、本形式は低圧電源供給用の電動発電機 (MG) を搭載せず、制御装置の動作などに用いる低圧電源は架線電圧を専用抵抗器によって降圧して使用した。

## 運用
導入後は、前述の通りダム建設の資材輸送列車の牽引用途に供された。なお、専用鉄道のうち1953年（昭和28年）7月に開通した「延長線」と称される錦織 - 丸山発電所間1.5 kmについては非電化仕様とされたため、本形式の運用区間は錦織までに限定された。
その後、丸山ダム完成に伴って専用鉄道は1954年（昭和29年）5月31日をもって廃止となり、本形式2両は当初の計画通り名鉄へ譲渡された。名鉄籍への編入に際しては形式称号をデキ250形と改め、記号番号はモ251がデキ251、モ252がデキ252となった。名鉄への譲渡後は、八百津線・広見線・小牧線など架線電圧600 V仕様の各支線区にて運用された。
後年、デキ252は架線電圧1,500 V仕様の幹線系統へ転属のため、昇圧対応改造工事が施工された。この際、制御装置動作用の低圧電源装置として東芝CLG-101電動発電機 (MG) を新たに搭載し、また昇圧改造後における主電動機出力は90 kWに向上した。一方、デキ251は架線電圧600 V仕様のまま運用され、運用路線区の架線電圧1,500 V化によって一旦休車となったのち、1966年（昭和41年）に同じく架線電圧600 V電化路線区である瀬戸線へ転属した。
その後の本形式の運用機会は少なく、デキ251は瀬戸線転属の翌年、1967年（昭和42年）9月に再び休車となったのち、1968年（昭和43年）9月より北恵那鉄道へ貸与された。また、デキ252は1968年（昭和43年）4月に発生した車両故障により休車となり、修復されることなく同年8月22日付で除籍・解体処分された。デキ251も正式譲渡により1969年（昭和44年）3月10日付で除籍され、名鉄におけるデキ250形は形式消滅した。
デキ251は北恵那鉄道へ正式譲渡された後も、形式称号・記号番号は名鉄在籍当時のデキ250形251のままとされた。デキ251は北恵那鉄道線における貨物列車牽引用途に供する目的で導入されたが、当時の北恵那鉄道線はモータリゼーションの影響から貨物輸送量が激減し、電気機関車による牽引列車運行の必要性が薄れていたことから、導入後は中津町駅構内に隣接する中央板紙中津川工場（現・王子マテリア中津川工場）に入出場する貨車の入換作業用途にのみ用いられた。結局、デキ251は導入後一度も本線にて運用されることなく、1978年（昭和53年）9月18日の北恵那鉄道線全線廃止に伴って、翌9月19日付で廃車となった。
廃車後、デキ251は同じく路線廃止によって廃車となったモ560形565とともに愛知県名古屋市内のレストランにて静態保存されたが、後年解体処分された。従って、関西電力モ250形として導入された2両はいずれも現存しない。